# Лејси
Лејси (ест. Leisi) село је на западу Естоније. Налази се у северном делу острва Сареме и административни је центар истоимене општине Лејси у округу Сарема. 
Према подацима са пописа становништва 2011. у селу је живело 264 становника.